# Lahpet
Lahpet (birm. လက်ဖက်, także: laphet) – charakterystyczna dla kuchni birmańskiej sałatka z fermentowanych albo kiszonych liści herbaty. Birma jest jednym z nielicznych państw świata, gdzie herbatę spożywa się w formie posiłku (dodatku), a nie tylko pije. 

## Historia i przygotowanie
Sałatka lahpet jest jedną z najpopularniejszych w Birmie i jest tam znana od czasów starożytnych. Plantatorzy uprawiający herbatę na lahpet nazywani są palaungs. 
Najbardziej przydatne i jakościowo najlepsze liście zbiera się wcześnie rano do bambusowych koszy. Kolejnym krokiem jest sparzenie ich przez krótki czas wrzącą wodą oraz przetrzymywanie nad parą. Powoduje to, że pozostawione na około dobę w koszach liście zbijają się w pulpę. Gdy dojdzie do tego, kosze umieszcza się w dołach ziemnych. Każdy kosz przyciśnięty jest obciążnikiem i pozostawiony do fermentacji. Osoby przeszkolone sprawdzają systematycznie stopień przebiegu procesu. Jeśli przebiega on zbyt wolno, kosze są wyjmowane i ponowie umieszczane nad parą. 

## Serwowanie
Sałatkę spożywa się przede wszystkim z oliwą, czosnkiem, solą, sokiem limonowym, sezamem, orzeszkami ziemnymi, czy warzywami sezonowymi (m.in. pomidorami, fasolą, kapustą pekińską i innymi). Regionalnie dodaje się też sos rybny, krewetki lub larwy chrząszcza Eretes sticticus. Na weselach, czy podczas świąt religijnych serwuje się wersję A-hlu lahpet (także: Mandalay lahpet). Jest ona podawana w lakowych miseczkach z przegródkami na różne dodatki do sałatki. Na terenie całego kraju popularna jest, serwowana na zakończenie posiłku jako przekąska, Lahpet thohk (birm. လက်ဖက်သုပ်, także: Yangon lahpet). 
Jakkolwiek danie smakuje Birmańczykom, to dla turystów z Zachodu jest ono najczęściej zbyt gorzkie. 

## Galeria

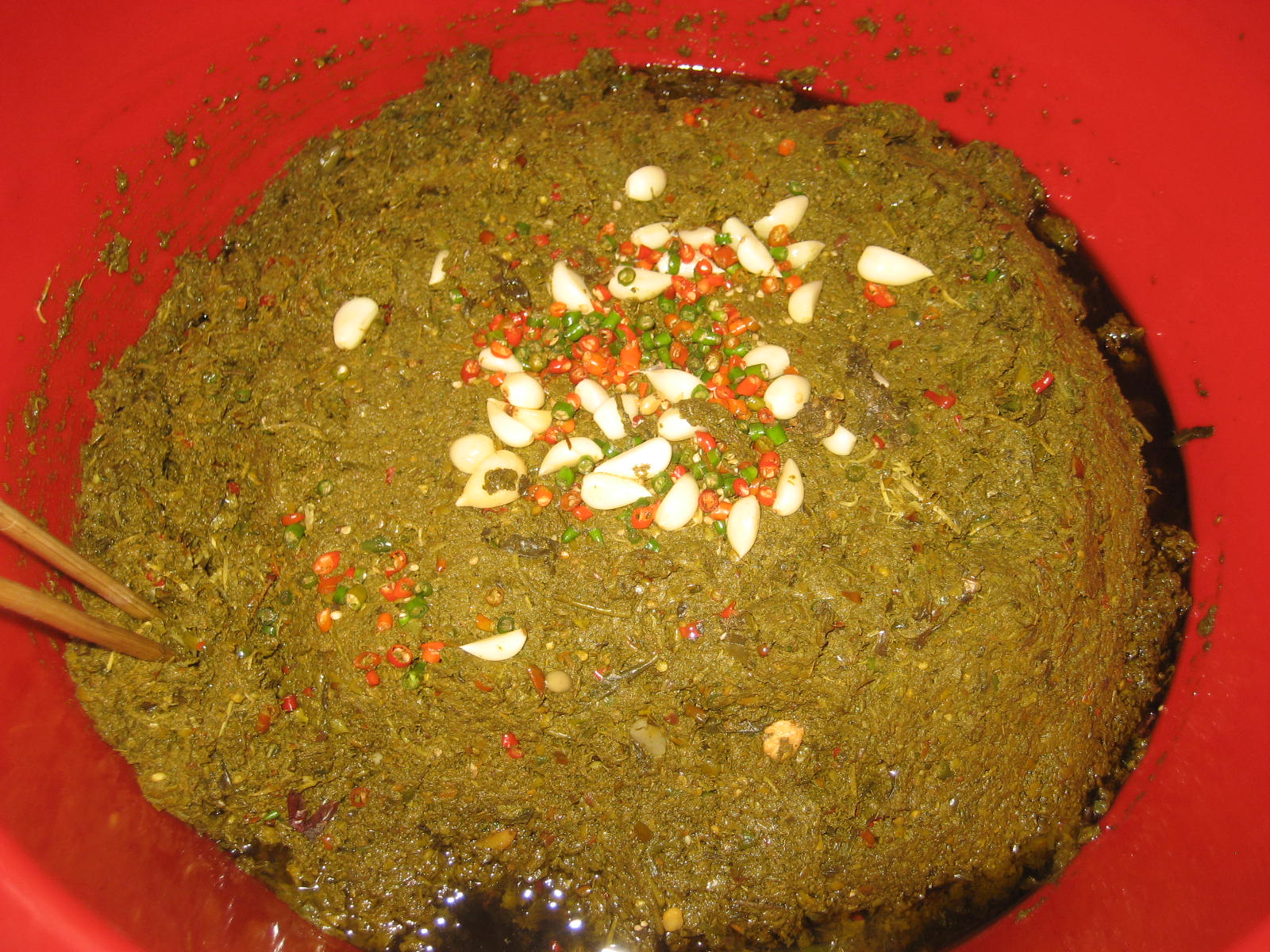
Miska z lahpet (sprzedaż na wagę)
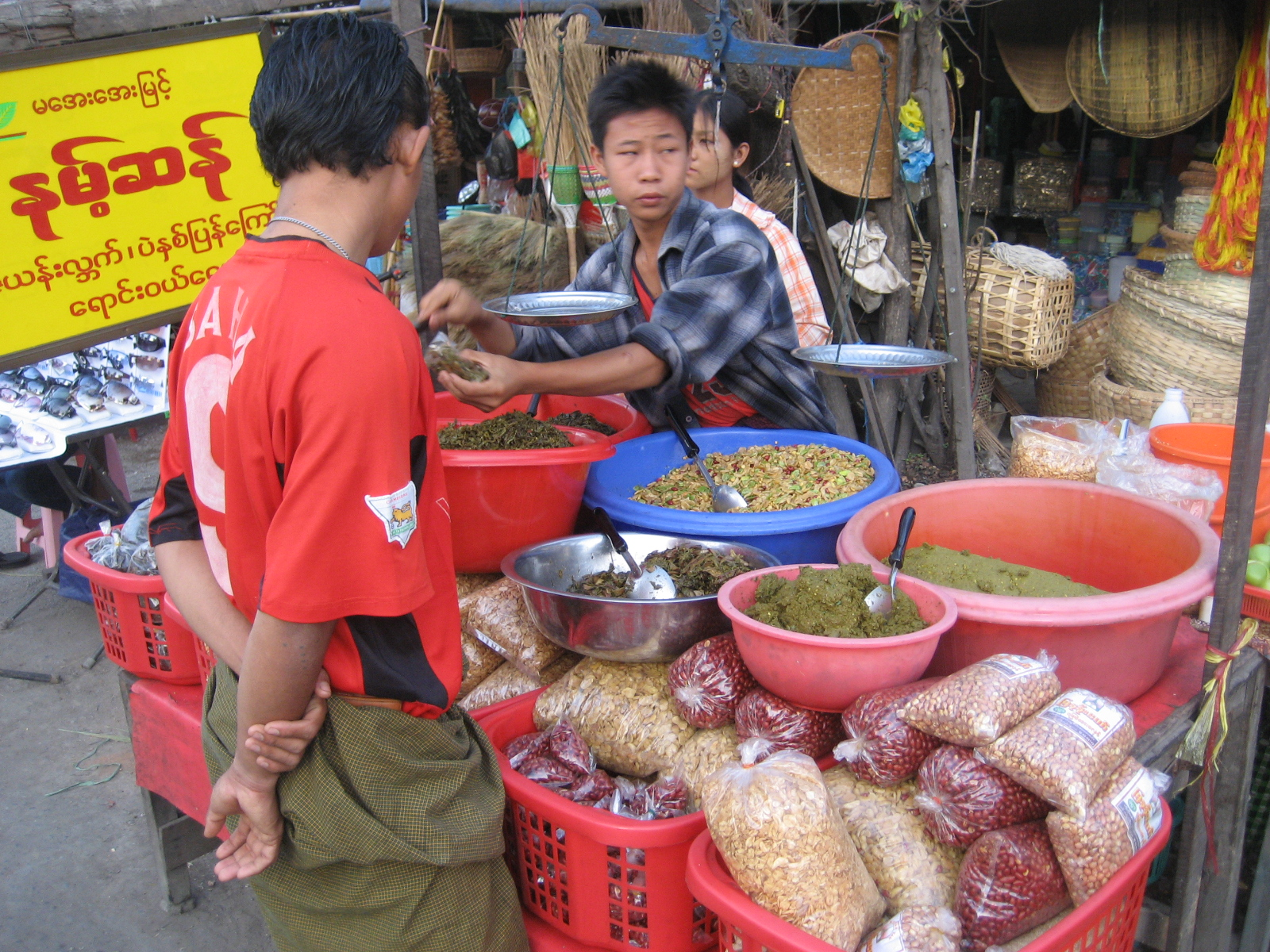
Sprzedaż sałatki na targu w Mandalay
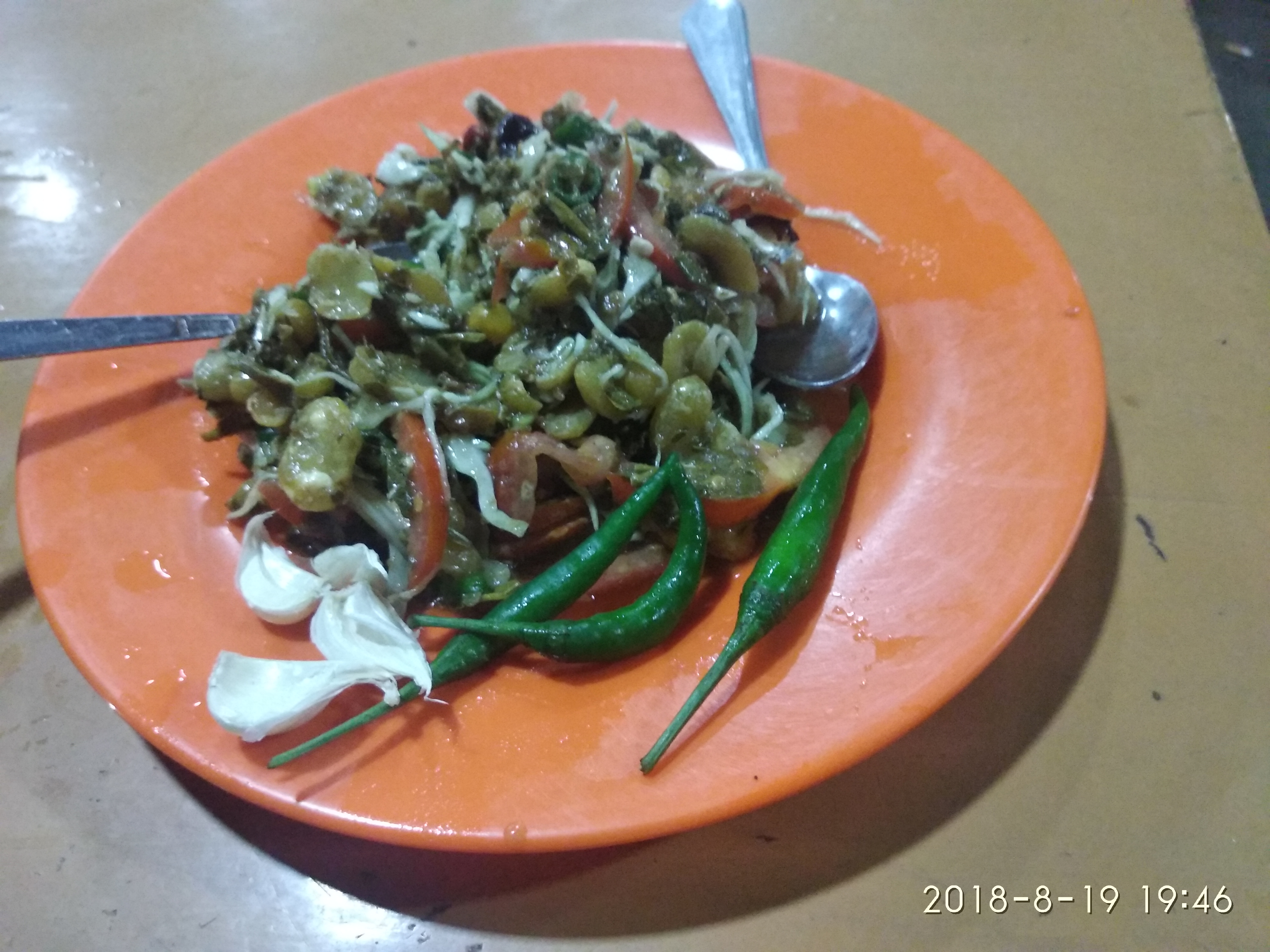
Lahpet thohk podana bez przegródek